# Agrimonia odorata
Agrimonia odorata là loài thực vật có hoa trong họ Hoa hồng. Loài này được Mill. mô tả khoa học đầu tiên.